# 유몽인
류몽인(柳夢寅, 1559년 ~ 1623년 8월 30일(음력 8월 5일))은 조선의 문신이다. 본관은 고흥(高興), 자는 응문(應文), 호는 어우당(於于堂)·간재(艮齋)·묵호자(默好子)이다.

## 생애
1582년(선조 15) 진사시에 합격하고, 1589년 증광 문과에 장원 급제하였다. 1592년 세자시강원문학(世子侍講院文學)으로 왕세자인 광해군에게 글을 가르쳤다. 1592년 임진왜란이 일어나자 선조를 평양까지 호종하였다. 그 뒤 병조참의, 황해감사, 도승지, 남원부사, 한성부좌윤·대사간 등을 지냈다.
당색으로는 북인에 속하나, 인조반정 때 대북파가 추진한 인목대비의 폐모론에 거리를 두어, 관직에서 물러났다. 붕당 자체에 회의적이어 서인, 남인, 북인들과 당파를 초월한 사귐을 가진 것으로 알려진다. 1623년 7월, 광해군의 복귀를 꾀하려 한다는 현령 류응형(柳應泂)의 무고로 인하여, 역모죄로 아들 류약(柳瀹)과 함께 사형되었다. 정조 때 신원되고 이조판서에 추증되었다. 시호는 의정(義貞)이다.

## 저서
- 《어우야담》
- 문집 《어우집》이 1832년 후손 유금과 유영무 등에 의해 간행되었다.

## 일화
유몽인의 호 어우당(於于堂)은 《장자》(莊子) 〈천지〉(天地)에 나오는 ‘쓸데없는 소리로 뭇 사람을 현혹시킨다[於于以蓋衆]'라는 구절에서 인용한 것이다. 이 부분은 세속을 뒤로한 은자가 공자의 제자인 자공을 비난하여 하는 말이다. 글자글자의 의미를 반영하는 것이 아닌 의태어적 허자를 이용하여 호를 지은 것인데, 여기에서 유몽인이 글쓰기에 대한 자유로운 태도를 엿볼 수 있다. 유몽인의 문학관은 한국 한문학의 고문론에서 제외되는 경향이 있었다. 이는, 고려말에서 조선말까지 한문글쓰기의 큰 맥을 논하는데 유몽인이 크게 주목받지 못한 데서 기인한다.

## 가족
- 고조부 : 유호지(柳好池)
  - 증조부 : 유의(柳依)
    - 할아버지 : 유충관(柳忠寬)
      - 아버지 : 유주부(柳主簿)
      - 어머니 : 민의(閔禕)의 딸
        - 부인 : 신식(申栻)의 딸
          - 장남 : 유약(柳瀹)
          - 차남 : 유륜(柳淪)
            - 손자 : 유의남(柳義男)

## 관련 문화재
- 유몽인 위성공신 교서 - 보물 제1304호
- 유몽인 선생 묘역 - 가평군 향토문화재 제14호

## 전기 자료
- 서유방, 〈시장(諡狀)〉(《어우집·후집》의 부록으로 수록됨)
- 《어우선생연보》